# Солонці (Ульчський район)
Солонці́ (рос. Солонцы) — село у складі Ульчського району Хабаровського краю, Росія. Адміністративний центр Солонцівського сільського поселення.

## Населення
Населення — 463 особи (2010; 568 у 2002).
Національний склад (станом на 2002 рік):
- росіяни — 73 %